# More (The Sisters of Mercy)
More è un brano musicale del gruppo rock inglese The Sisters of Mercy, pubblicato come singolo nel 1990 dalla EMI Music Publishing/Eldritch Boulevard/Lost Boys Music come primo estratto dall'album Vision Thing.
Raggiunse il nº 1 nella classifica di Billboard delle Alternative Songs per cinque settimane, a partire dal 15 dicembre 1990. 
È stata una cover degli Shaaman sull'album Reason e dei Gregorian sull'album The Dark Side. Steinman produsse una cover della canzone, con Mike Vogel ed Erika Christensen, per la colonna sonora del film di MTV Wuthering Heights. Usò anche il riff principale di chitarra del brano e il corale "I need all the love I can get" in una canzone per il suo musical Batman.
La canzone è stata anche ri-registrata da Meat Loaf per l'album Braver Than We Are del 2016.

## Tracce

### 7" e musicassetta
1. More - 4:44 (Eldritch, Steinman)
2. You Could Be The One - 3:59 (Eldritch, Bruhn)

### 12"
- Lato A

1. More (Extended Version) - 8:30

- Lato B

1. You Could Be The One - 3:59

### CD
1. More - 4:37
2. More (Extended Version) - 8:30
3. You Could Be The One - 3:59